# Donald Appleyard
Donald Sidney Appleyard (ur. 26 lipca 1928 w Londynie, zm. 23 września 1982 w Atenach) – angielski urbanista, architekt oraz profesor Uniwersytetu Kalifornijskiego w Berkeley.

## Życiorys
Urodzony w Anglii, Appleyard studiował najpierw architekturę, a następnie urbanistykę na Massachusetts Institute of Technology. Po ukończeniu studiów przez sześć lat wykładał w MIT, a później w University of California w Berkeley. Zajmował się projektowaniem nowych dzielnic w Berkeley i Atenach, gdzie zginął w wypadku samochodowym.
Jego książka z 1981 „Livable Streets” została nazwana przez Grady'ego Claya, redaktora magazynu „Architektura krajobrazu”, „najbardziej dokładną i szczegółową pracą o urbanizacji miejskiej w historii”. Zawierała ona porównanie trzech ulic o podobnej budowie w San Francisco, które miały różne poziomy ruchu samochodowego: jeden z 2000 pojazdów dziennie, drugi z 8000 a trzeci z 16 000 pojazdów dziennie. Jego badania empiryczne wykazały, że mieszkańcy ulicy o niskim natężeniu ruchu samochodowego mają trzy razy więcej przyjaciół niż ci mieszkający na ulicy z dużym ruchem samochodowym.